# Rings on Her Fingers
Rings on Her Fingers és una pel·lícula de comèdia estatunidenca del 1942 dirigida per Rouben Mamoulian i protagonitzada per Henry Fonda i Gene Tierney. El guió tracta d'un pobre home que és confós amb un milionari i és estafat dels seus estalvis de tota la vida.

## Trama
Susan Miller (Gene Tierney) treballa com a venedora de faixa en un gran magatzem. Somia viure a "l'altra banda", entre els rics. Una dona gran, que es diu Sra. Maybelle Worthington (Spring Byington), ve a comprar roba interior. En realitat és una estafadora professional. La seva parella Warren (Laird Cregar) la coneix als grans magatzems i li informa que la seva "filla" (una companya dels seus plans) ha fugit per casar-se. S'adonen que la Susan s'assembla a la "filla" i li demanen que es faci passar per la noia desapareguda a la seva festa aquella nit. La Susan veu una oportunitat d'experimentar la vida entre els rics i portar la roba cara que mai no es podria permetre.
A partir d'aquell dia, Susan es converteix en "Linda Worthington" i acompanya "Mother Worthington" i "Oncle Warren" en els seus viatges. La fan servir per atraure joves rics casables, als quals estafen. Un dia al sud de Califòrnia, es troben amb John Wheeler (Henry Fonda), i escolten el seu pla de comprar un iot per 15.000 dòlars. El prenen per milionari i utilitzen "Linda" per atraure'l a una de les seves estafes. Però en John és en realitat un comptable, que ha estalviat amb cura els 15.000 dòlars dels seus ingressos limitats. Aquesta vegada la Susan/Linda s'enamora de la víctima prevista, i els costa trobar el camí cap a la felicitat.

## Repartiment
- Henry Fonda com a John Wheeler
- Gene Tierney com a Susan Miller / "Linda Worthington"
- Laird Cregar com a Warren
- Spring Byington com a Sra. Maybelle Worthington
- Shepperd Strudwick com a Tod Fenwick (com a John Shepperd)
- Frank Orth com a Kellogg
- Henry Stephenson com el coronel Prentiss
- Marjorie Gateson com a Sra. Fenwick
- George Lessey com a Fenwick Sr.
- Iris Adrian com a Peggy
- Harry Hayden com a director
- Clara Blandick com a Sra. Beasley
- Charles C. Wilson com el capità Hurley
- Gwendolyn Logan com a senyoreta Calahan

## Recepció
La pel·lícula va registrar una pèrdua de 14.100 dòlars.